# Six-Gun Shootout
Pour les articles homonymes, voir Six Guns.
Six-Gun Shootout est un jeu vidéo de type wargame créé par Jeffrey Johnson et publié par Strategic Simulations en juin 1985 sur Apple II, Atari 8-bit et Commodore 64. Le jeu se déroule dans l’Ouest américain et retrace des événements historiques ou fictifs de la conquête de l'Ouest. Il simule des combats tactiques d’une manière rappelant Galactic Gladiators. Les joueurs contrôlent en effet leurs personnages individuellement, chacun disposant de caractéristiques propres comme la vitesse ou la précision au tir. Au cours d’une partie, le joueur et l’ordinateur jouent en alternance et, à leur tour, ils peuvent définir l’action à réaliser par chacun de leurs personnages comme se déplacer, dégainer une arme, se préparer à tirer, tirer, recharger, utiliser de la dynamite ou changer de position. Au terme d’un scénario, un système de points de victoire permet à l’ordinateur de déterminer le vainqueur. À sa sortie, le jeu est globalement bien accueilli par la presse spécialisée qui salue notamment son système de jeu facile à prendre en main, rapide et amusant et qui met en avant l’originalité apporté par son univers et ses éléments de jeux de rôle.  

## Trame
Six-Gun Shootout se déroule dans l’Ouest américain et retrace des événements historiques ou fictifs de la conquête de l'Ouest, sans forcément être fidèle à la réalité historique. Parmi les dix scénarios qu’il propose, cinq sont inspirés de faits réels comme la fusillade d'O.K. Corral, la bataille d’Ingalls ou les derniers faits d’arme de Billy the Kid ou des frères Dalton. Trois autres sont basés sur des célèbres westerns, comme Le Bon, la Brute et le Truand ou Rio Bravo, et les deux derniers sont purement hypothétiques . Au cours de ces scénarios, le joueur peut notamment être amené à contrôler Wyatt Earp, Billy the Kid, Jessie James, Doc Holliday ou Pat Garrett.

## Système de jeu
Six-Gun Shootout est un wargame qui simule des combats tactiques dans lesquels les joueurs contrôlent leurs personnages individuellement, d’une manière rappelant Galactic Gladiators. Le jeu propose dix scénarios qui retracent des événements historiques ou fictifs. Il permet également de jouer une campagne dans laquelle le joueur peut créer et armer son propre personnage avec lequel il doit réussir l’ensemble des dix scénarios sans que celui-ci ne meure. Contrairement à d’autres wargames tactiques du même type, Six-Gun Shootout n’offre pas beaucoup de possibilité en matière de création de scénarios personnalisés. Il ne permet en effet que de modifier les dix scénarios déjà présents dans le jeu et pas d’en créer de nouveaux.
Une fois le scénario sélectionné, le joueur peut choisir de prendre le contrôle des bons ou des méchants. Il peut ensuite créer son propre personnage, afin de l’inclure dans l’équipe qu’il a choisi. Il doit pour cela définir chacune de ses caractéristiques dont la vitesse de course, la rapidité à dégainer et l’habileté au tir ou à la lutte. Il peut également modifier les caractéristiques des personnages prédéfinis de son équipe avant de lancer la partie. Comme dans Galactic Gladiators, le joueur et l’ordinateur jouent ensuite en alternance et, à leur tour, ils peuvent définir l’action à réaliser par chacun de leurs personnages. Par rapport à son prédécesseur, Six-Gun Shootout offre néanmoins plusieurs améliorations, notamment dans sa gestion des déplacements à couvert. De nouvelles commandes permettent en effet au joueur de définir la position de ses personnages — couché, accroupi ou debout — qui influe sur sa vitesse de déplacement et sur sa précision, mais aussi sur sa chance d’être repéré et sur sa surface d’exposition à un tir ennemi,. Ainsi, un tireur qui épaule son fusil à genoux a le double avantage d’être plus précis lorsqu’il tir tout en offrant une moins grande cible à son adversaire. S’il est en plus caché derrière une barrière, il ne peut plus être touché qu’à la tête ou aux pieds.Le jeu prend en effet en compte la localisation des blessures. Un personnage touché à la main devient ainsi moins précis lorsqu’il tire et s’il est touché à la jambe, il se déplace plus lentement. Le jeu offre également une nouvelle commande qui permet de détecter d’éventuels ennemis dans le champ de vision d’un personnage avant de lui donner l’ordre de tirer. Outre ces nouvelles options, le jeu permet au joueur d’ordonner à ses personnages de se déplacer, de dégainer une arme, de se préparer à tirer, de tirer, de recharger, et d’utiliser de la dynamite . 

## Développement et publication
Six-Gun Shootout est développé par Jeffrey Johnson et publié par Strategic Simulations en juin 1985 sur Apple II, Atari 8-bit et Commodore 64,.

## Accueil
| Six-Gun Shootout  |      |       |
| Média             | Nat. | Notes |
| CGW               | US   | 4/5   |
| Jeux et Stratégie | FR   | 4/5   |
| Tilt              | FR   | 3/6   |

À sa sortie, Six-Gun Shootout fait l’objet d’une critique très positive de Johnny Wilson dans le magazine Computer Gaming World. Celui-ci note tout d’abord que son système de jeu partage de nombreux points communs avec celui de Galactic Gladiators tout en étant plus facile à prendre en main et en offrant des améliorations significatives. Il ajoute qu’il se révèle satisfaisant dans sa manière d’attribuer les points de victoires, et donc de déterminer le vainqueur. Bien qu’il doute de sa longévité par rapport à d’autres jeux de Strategic Simulations, compte tenu de ses limitations en termes de personnalisation des scénarios, il conclut finalement que le jeu est « relativement simple » tout en étant « rapide et amusant ». Pour le journaliste du magazine Compute!'s Gazette, ses nombreux scénarios et la possibilité de créer ses propres personnages lui garantissent au contraire une bonne durée de vie. Il ajoute que s’il est se révèle « aussi violent que l'Ouest américain », il reste avant tout centré sur la stratégie et simule les affrontements de manière réalistes. Il note également que sa documentation est « excellente », même si elle peut se révéler complexe pour les joueurs les plus jeunes, et conclut que le jeu est « amusant » même sans en connaitre parfaitement les règles.
Après sa sortie en France, Six-Gun Shootout est  testé en 1985 par un journaliste du magazine Jeux et Stratégie qui juge que s’il ne constitue « pas vraiment un wargame », il est « en tous cas un bon jeu ». Le jeu est également testé en 1986 par le magazine Tilt dans un dossier consacré aux wargames. L'auteur du test estime alors qu'il s'adresse principalement aux amateurs de western et qu'il est peut-être le seul jeu de ce type à prendre place lors de la conquête de l'Ouest. Il considère que son univers et ses éléments de jeu de rôle font qu'il n'a rien d'un jeu classique et juge donc que malgré son côté « intéressant », il ne plaira pas forcement à tout le monde. 